# Grève de l'impôt à Beit Sahour
La grève de l'impôt à Beit Sahour est une désobéissance fiscale menée par les habitants de Beit Sahour, ville de Cisjordanie en  Palestine, en 1989. 
Elle s'inscrit dans le cadre de la première intifada, est proclamée avec des slogans tels que « pas de taxation sans légitimité » et « devons-nous payer pour les balles qui tuent nos enfants ? » et vise la fiscalité réclamée par Israël, pays occupant la Cisjordanie. En réponse, le gouvernement israélien prend des mesures pour réprimer la grève, en saisissant les biens des habitants de la ville, en plaçant ces derniers en détention administrative et en imposant finalement un blocus de 42 jours sur la ville,.

## Contexte
Après la guerre des Six Jours, en 1967, Israël occupe les territoires palestiniens, dont la Cisjordanie. Cette occupation est controversée et jugée illégale, Israël étant accusé de violer le droit international (en),  de commettre des violations des droits de l'homme (en) et un apartheid à l'encontre des Palestiniens. Le gouvernement israélien encourage également activement la création et la croissance des colonies israéliennes en Palestine. La première intifada est la plus grande vague de troubles palestiniens depuis le début de l'occupation israélienne, consistant principalement en protestations, grèves, boycotts et actes de désobéissance civile. Elle éclate dans toute la Palestine en décembre 1987 après que quatre Palestiniens sont tués par un chauffeur de camion israélien.
Beit Sahour est une ville à majorité chrétienne de Cisjordanie palestinienne, souvent liée à l'annonce faite aux bergers lors de la Nativité. La ville est le théâtre de tensions dans le conflit israélo-palestinien, notamment en tant que cible de la colonisation israélienne et de la démolition de propriétés palestiniennes par les Israéliens,,. La ville joue également un rôle clé lors de la première intifada,.

## Grève de l'impôt
Après le déclenchement de la première intifada, en décembre 1987, un certain nombre de Palestiniens commencent à organiser des grèves fiscales, refusant de payer des impôts à l'administration civile israélienne. Beit Sahour devient l'une des villes où la grève des impôts est la plus organisée, la quasi-totalité des habitants y participant, refusant de payer l'impôt sur le revenu ou la TVA. Le conseil municipal publie une déclaration de soutien à la grève à l'intention du gouvernement israélien, déclarant que « pendant 20 ans d'occupation, vous pensiez que nous étions satisfaits, puis est venue l'Intifada pour vous dire que nous voulons notre liberté et que ne pas payer d'impôts est une forme de résistance non violente à votre occupation » et ajoutant qu'« en nous traitant comme une colonie d'Israël, vous pratiquez l'imposition sans légitimité ».
La grève suscite toutefois des débats au sein de la ville. Le Front populaire de libération de la Palestine menace plusieurs habitants qui ont décidé de payer volontairement l'administration civile israélienne et perturbe, fin octobre, une réunion de commerçants qui avait été convoquée pour discuter de l'opportunité pour la ville de négocier avec l'administration civile.

## Blocus israélien
Le 20 septembre 1989, l'armée israélienne prend des mesures pour réprimer la grève en encerclant la ville, en la déclarant « zone militaire fermée » et en la soumettant à un blocus. Le ministre israélien de la Défense, Yitzhak Rabin, s'engage à ce que « si cela prend un mois, cela prendra un mois, mais ils céderont. Nous allons leur donner une leçon »
Au cours du blocus, l'armée israélienne impose des couvre-feux à la population, coupe les lignes téléphoniques et les services publics de la ville, empêche les résidents de sortir et les non-résidents, y compris les journalistes et les diplomates, d'entrer. Les militaires saisissent également des biens d'une valeur de plus d'un million et demi de dollars aux habitants de Beit Sahour, notamment des machines et des produits d'atelier, des meubles, des décorations, des appareils électroménagers, des voitures, des vêtements, des machines à laver et des téléviseurs,,. Les biens saisis sont conservés dans un entrepôt de l'aéroport Ben Gourion avant d'être vendus aux enchères. En outre, 40 commerçants de la ville sont arrêtés et inculpés. L'armée israélienne diffuse également des tracts dans la ville, affirmant que les habitants souffriront de la faim une fois que les médias se désintéresseront de la grève.
Selon Anne Grace, de l'American Friends Service Committee, l'armée israélienne utilise également des boucliers humains durant le blocus, déclarant que « pendant les confiscations, les forces israéliennes arrêtent les voitures qui passent et demandent aux conducteurs de former un cercle autour de la maison, en utilisant leur voiture comme bouclier protecteur. Ensuite, les conducteurs - ainsi que les hommes, les femmes et les enfants qui passent par là et les voisins - sont rassemblés et on leur ordonne de se tenir à l'extérieur de l'anneau de voitures pendant toute la durée de l'opération ». Anne Grace affirme également que les soldats israéliens humilient les parents devant leurs enfants et que certains des biens saisis par l'armée israélienne comprennent des jouets d'enfants.
À la mi-octobre, lorsque Fayçal Husseini, dirigeant du Fatah en Cisjordanie, convoque une conférence de presse à l'hôtel Palace de Jérusalem-Est pour discuter de la grève, l'armée israélienne ordonne la fermeture des rues autour de l'hôtel pour empêcher les journalistes d'assister à la conférence de presse. Le maire de Jérusalem, Teddy Kollek, critique cette fermeture, déclarant que l'armée israélienne ne l'a pas prévenu et qu'il ne savait pas si la conférence de presse représentait un danger immédiat. Le 19 octobre, l'armée israélienne boucle brièvement la ville voisine de Bethléem pour empêcher une manifestation de soutien. Plus tard en octobre, l'armée israélienne empêche une congrégation d'évêques représentant les églises catholique romaine, grecque orthodoxe et arménienne de Jérusalem, venus apporter de la nourriture, d'entrer dans la ville
. Le patriarche latin de Jérusalem, Michel Sabbah, critique le refus des militaires de laisser entrer les évêques, déclarant que la situation dans la ville « n'est acceptable pour aucun homme d'église ou homme spirituel ayant une conscience humaine » et que « notre visite était un acte de devoir pastoral envers notre peuple, qui attend d'entendre une parole de réconfort ».
Le consul général britannique à Jérusalem, Ivan Callan (en), parvient quant à lui à se faufiler dans la ville sans l'accord d'Israël. Le 30 octobre, l'armée israélienne autorise un groupe de sept députés, pour la plupart de gauche, à entrer dans Beit Sahour, à condition qu'ils ne s'adressent pas aux médias par la suite.
Le 31 octobre, après cinq semaines, l'armée israélienne lève le blocus, affirmant qu'elle a réussi à vaincre la grève et qu'elle a récupéré la valeur des taxes impayées sous forme de biens saisis.
Les habitants de la ville, quant à eux, affirment avoir réussi à résister au blocus, seul un petit nombre d'entre eux ayant choisi d'interrompre la grève et de payer volontairement des taxes aux autorités israéliennes, tout en affirmant que la ville était devenue un symbole international de la résistance non violente à l'occupation israélienne.

## Après le blocus
Le 1er novembre, les militaires referment la ville pendant sept heures. Le 5 novembre, une manifestation de soutien à la grève des impôts, à laquelle participent 2 000 personnes, est dispersée de force par les militaires occupants.

## Réactions

### Palestine
Fayçal Husseini, dirigeant du Fatah en Cisjordanie, salue Beit Sahour comme « la ville qui mène la lutte non violente ».
Raji Qumsille, fabricant de meubles à Beit Sahour, est cité par le Washington Post comme disant que « tout le monde à Beit Sahour est heureux parce que les dirigeants israéliens ont promis qu'ils briseraient Beit Sahour. Mais Beit Sahour ne s'est pas effondrée. Nous n'avons pas payé nos impôts ». Nasser abu Ayta, propriétaire d'un magasin de location de vidéos, est cité par le Los Angeles Times pendant la grève, se plaignant que les forces israéliennes « entrent comme si elles nous possédaient ». Le maire de Beit Sahour, Hanna Al-Atrash, déclare que la grève est « un succès pour nous et un échec pour l'armée ».

### Israël
Le chef de l'administration civile israélienne, Yeshayahu Erez, affirme que le gouvernement israélien a « accompli ce que nous voulions et plus encore », affirmant qu'il est parvenu à « appliquer la loi et à affirmer notre autorité à Beit Sahour » et s'engageant à continuer à collecter les taxes en « Judée et en Samarie, et si nécessaire, nous les collecterons par la force ». Le député David Zucker s'est fait l'écho d'Erez en déclarant que le blocus était « une compétition pour savoir qui est le souverain à Beit Sahour », mais contrairement à Erze, il déclare qu'« il n'a pas été prouvé qu'Israël est le véritable souverain à Beit Sahour ».
Le général de brigade Ephraim Lapid affirme qu'Israël ne peut pas gagner la « bataille des relations publiques », déclarant que « la culture arabe n'a aucun problème à répandre des déformations et des mensonges » et que les médias se concentrent sur les aspects les plus sensationnels des événements, pointant du doigt la grève des impôts de Beit Sahour, dans laquelle il affirme que les médias « n'ont pas mentionné le contexte du couvre-feu - à savoir que pendant plusieurs mois, les habitants de Beit Sahour ont refusé de payer des impôts ». Ze'ev Schiff du quotidien Haaretz affirme que « Beit Sahour est devenu un symbole, un drapeau palestinien » et que « les Palestiniens ont remporté une victoire médiatique et la ville est plus consolidée que jamais ».
Le directeur de l'autorité fiscale israélienne (en), Mordechai Bareket, déclare que s'il « essayait d'utiliser à l'intérieur [d'Israël proprement dit] certains des moyens utilisés dans les territoires pour augmenter la collecte, ils me pendraient sur la place de Sion ».

### Internationales
Dans un éditorial, le journal The Australian Jewish News déclare que le gouvernement israélien a réussi à « prouver l'inutilité d'une révolte fiscale » et a qualifié le slogan « pas de taxation sans légitimité » de « charlatanerie en matière de relations publiques. Une offre de représentation sous l'autorité d'Israël ne ferait aucune différence pour les Palestiniens », mais il déclare également qu'il y a « peu d'éléments suggérant que la poigne de fer d'Israël a effectivement plié la population de Beit Sahour, ou les Palestiniens en général, à sa volonté d'occupation ». George Martin et James Manney du magazine Commonweal affirment que « l'intention d'Israël semble aller au-delà de la simple collecte des impôts dus et mener un effort déterminé pour supprimer toute dissidence organisée à l'égard de l'occupation, même si elle est menée de manière non violente ».
Le 7 novembre 1989, le Conseil de sécurité des Nations unies vote une motion condamnant la gestion de Beit Sahour par le gouvernement israélien. La motion est rejetée, quatorze des quinze membres du Conseil de sécurité votant en faveur de la motion et les États-Unis, usant de leur droit de veto, votant contre.
S'adressant au Conseil de sécurité lors des débats sur la motion, le représentant permanent d'Israël auprès des Nations unies, Yohanan Bein, a affirm que les taxes sur les Palestiniens sont « utilisées uniquement pour financer la fourniture de services aux résidents palestiniens de Judée, de Samarie et de Gaza, tels que la santé, l'éducation et la protection sociale » et que la motion « ignore complètement le meurtre prémédité et de sang-froid de 150 Palestiniens aux mains de l'OLP ». L'ambassadeur des États-Unis auprès des Nations Unies, Thomas R. Pickering, affirme que la motion est « unilatérale » et qu'elle vise à « exacerber les tensions et à détourner les parties des questions essentielles qui doivent être abordées dans la région ».

## Héritage
En 2013, le journaliste américano-palestinien Ramzy Baroud (en) écrit pour soutenir le mouvement de Boycott, désinvestissement et sanctions : « Beit Sahour a porté la stratégie de désobéissance civile - refus de payer les impôts, boycott de l'occupation israélienne et de toutes ses institutions - à un tout autre niveau », qualifiant la ville de « point focal de l'action collective et du boycott » pendant la première intifada ».

## Culture
En 2014, le film documentaire d'animation canado-palestinien Les 18 Fugitives sort. Il décrit les efforts de certains habitants de Beit Sahour pour établir un collectif laitier pendant la grève.